# Coagulação intravascular disseminada
A coagulação intravascular disseminada (CID ou CIVD), também chamada de coagulopatia de consumo, é um processo patológico no corpo no qual o sangue começa a coagular por todo o corpo. Isso diminui o número de plaquetas e fatores de coagulação do corpo, existindo, paradoxalmente, um risco aumentado de hemorragia.
Trata-se de uma síndrome clínica mal caracterizada, que consiste na ativação sistêmica da coagulação sanguínea, com a conseguinte formação e deposição de fibrina, provocando trombose microvascular e disfunção isquêmica de diferentes parênquimas.
Ocorre em pacientes criticamente doentes, especialmente aqueles com sepse Gram-negativa e leucemia promielocítica aguda.
Ocorre também como complicação da gravidez, quando há grande perda de sangue. Activação conjunta e disseminada de coagulação e fibrinólise.

## Causas
• Sépsis
• Trauma
• Doenças neoplásicas
• Complicações obstétricas (embolia do liquido amniótico, placenta prévia)
• Hemólise intravascular 
• Alterações vasculares 
• Alterações imunológicas
• Reacção alérgica grave
• Rejeição de transplante
• Reações a toxinas
• Veneno de cobra (causa mais comum mundialmente)
• Fármacos